# 덩타시

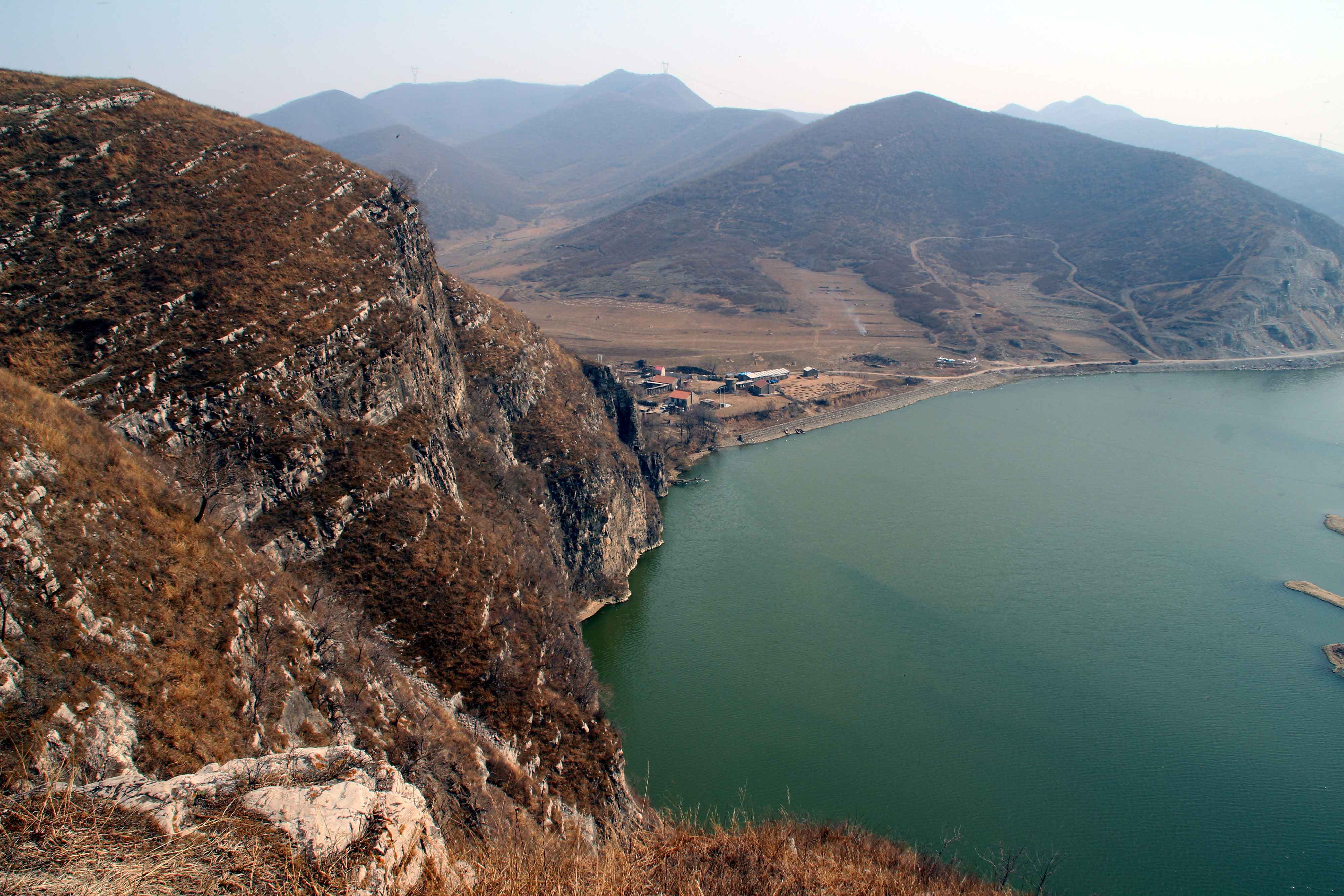

덩타시(한국어: 등탑시, 중국어: 灯塔市, 병음: Dēngtǎ Shì)는 중화인민공화국 랴오닝성 랴오양 시의 행정구역이다. 넓이는 1331km2이고, 인구는 2007년 기준으로 510,000명이다.

## 행정 구역
3개 가도, 12개 진, 1개 향을 관할한다.
- 가도: 万宝桥街道, 烟台街道, 古城街道.
- 진: 灯塔镇, 铧子镇, 张台子镇, 西大窑镇, 佟二堡镇, 沈旦堡镇, 柳条寨镇, 西马峰镇, 王家镇, 柳河子镇, 罗大台镇, 大河南镇.
- 향: 鸡冠山乡.